# علی آباد (بخش مرکزی خرمشهر)
علی‌آباد یک منطقهٔ مسکونی در ایران است که در دهستان حومه غربی (خرمشهر) واقع شده‌است. علی‌آباد ۳٬۲۵۵ نفر جمعیت دارد.